# Okuklje
Okuklje (tal. Camera ili Occùchie) je naselje i luka na otoku Mljetu. Nalazi se na sjevernoj strani otoka, na Mljetskom kanalu.

## Povijest
Okuklje nastaje za vrijeme vladavine Dubrovačke Republike kada se na moru uspostavlja relativna sigurnost od gusaskih napada i kada dio stanovnika iz Vrhmljeća silazi na more. U dokumentima iz 1414. godine spominju se Luka i Stjepan, braća iz Okuklja, a u 1500. godine sudac za Okuklje je bio Miloš Anković, a dvornik Nikola Dužević. U Venditima iz 1503. godine zabilježene su dvije prodaje zemljišnih posjeda stanovnika Okuklja stanovnicima Maranovića. 
U vrijeme mira od gusarskih napada, Okuklje se razvija u luku iz koje su trgovci svakodnevno isplovljavali u Dubrovnik, prodavajući svoje vino, ulje, ribu i drva. 
U 17. stoljeću počinju nevolje za Okuklje jer su gusarski napadi postali sve učestaliji i sve jači. Prva tragedija se dogodila za vrijeme Kandijskog rata, koji je trajao od 1645. do 1669. godine. Kotorski gusari su napali naselje 1650. godine, a Novljanski gusari devet godina poslije. Treći gusarski napad se zbio 1668. godine, a najrazorniji je bio 29. kolovoza 1669. godine, kad su čete mletačkog kapetana Deangelisa s 800 gusara do temelja opljačkali Okuklje i sva ostala mjesta uz obalu. Iako su strah i nesigurnost stanovništva bili veliki, još uvijek se nije napuštalo mjesto, ali je 1693. godine, sluga svećenika Kolendića otkrio gusarima gdje stanovnici drže novac i dragocjenosti te je pri napadu na mjesto, gusari porobljuju, pale i uništavaju cijelo mjesto. Svećenik se jedva spasio bijegom u Korita, a njega slijede i ostali stanovnici.
U Okuklju do kraja Drugog svjetskog rata nitko nije živio, ali ga opet naseljava stanovništvo Maranovića. Danas se Okuklje razvija kao turističko mjesto.

## Stanovništvo
Nakon katastrofalnog gusarskog napada na Okuklje 1693. godine, Okuklje je bilo nenaseljeno sve do 1981. godine kada je bilo zabilježeno prvih 12 stalnih stanovnika naselja. Poslije Drugog svjetskog rata, stanovnici Maranovića polako obnavljaju svoju luku, ali je naseljavaju samo tokom ljetnih mjeseci. Prema popisu iz 2001. godine, u Okuklju danas živi 20 stanovnika.
| broj stanovnika |       |       |       |       |       |       |       |       |       |       |       |       | 12    | 16    | 20    | 31    | 38    |
|                 | 1857. | 1869. | 1880. | 1890. | 1900. | 1910. | 1921. | 1931. | 1948. | 1953. | 1961. | 1971. | 1981. | 1991. | 2001. | 2011. | 2021. |

## Gospodarstvo
Kroz povijest, Okuklje se razvijalo kao luka mjesta Maranovići jer je vro dobro zaštićena od vjetrova i bila je najbliža Mljetska luka Dubrovniku te se Okuklje i razvijalo kao trgovačka luka iz koje se prema Dubrovnika pa onda i dalje izvozilo sve, što se na otoku proizvodilo.
Gusarskim razaranjima, mjesto se gasi, a poslije Drugog svjetskog rata se počinje razvijati kao turistička luka. Krajem 20. stoljeća, Okuklje je imalo brodsku vezu s Dubrovnikom, koja se zbog neisplativosti ukinula. Danas je Okuklje turističko mjesto, koje svoje gospodarstvo bazira na ugostiteljstvu.